# Groupe Ciudadanos au Congrès des députés
Le groupe parlementaire de Ciudadanos (en espagnol : grupo parlamentario de Ciudadanos) était un groupe parlementaire espagnol constitué au Congrès des députés, chambre basse des Cortes Generales.

## Historique

### Constitution
Le groupe parlementaire de Ciudadanos est un groupe parlementaire créé pour la première fois le 19 janvier 2016 pour la XIe législature. Il est alors composé de quarante députés élus lors des élections générales du 20 décembre 2015. Le groupe est reconduit pour la XIIe législature et se compose de trente-deux membres.

### Effectifs
| Législature | Années                | Représentation | Porte-parole        |
| ----------- | --------------------- | -------------- | ------------------- |
| XIe         | janv. 2016-mai 2016   | 40 / 350       | Juan Carlos Girauta |
| XIIe        | juill. 2016-mars 2019 | 32 / 350       | Juan Carlos Girauta |
| XIIIe       | mai 2019-sept. 2019   | 57 / 350       | Inés Arrimadas      |
| XIVe        | déc. 2019-mai 2023    | 10 / 350       | Inés Arrimadas      |

### Porte-parole
| Début      | Fin        | Porte-parole        |
| ---------- | ---------- | ------------------- |
| 19/01/2016 | 05/03/2019 | Juan Carlos Girauta |
| 11/06/2019 | 30/05/2023 | Inés Arrimadas      |